# Panha Shabviz 2061

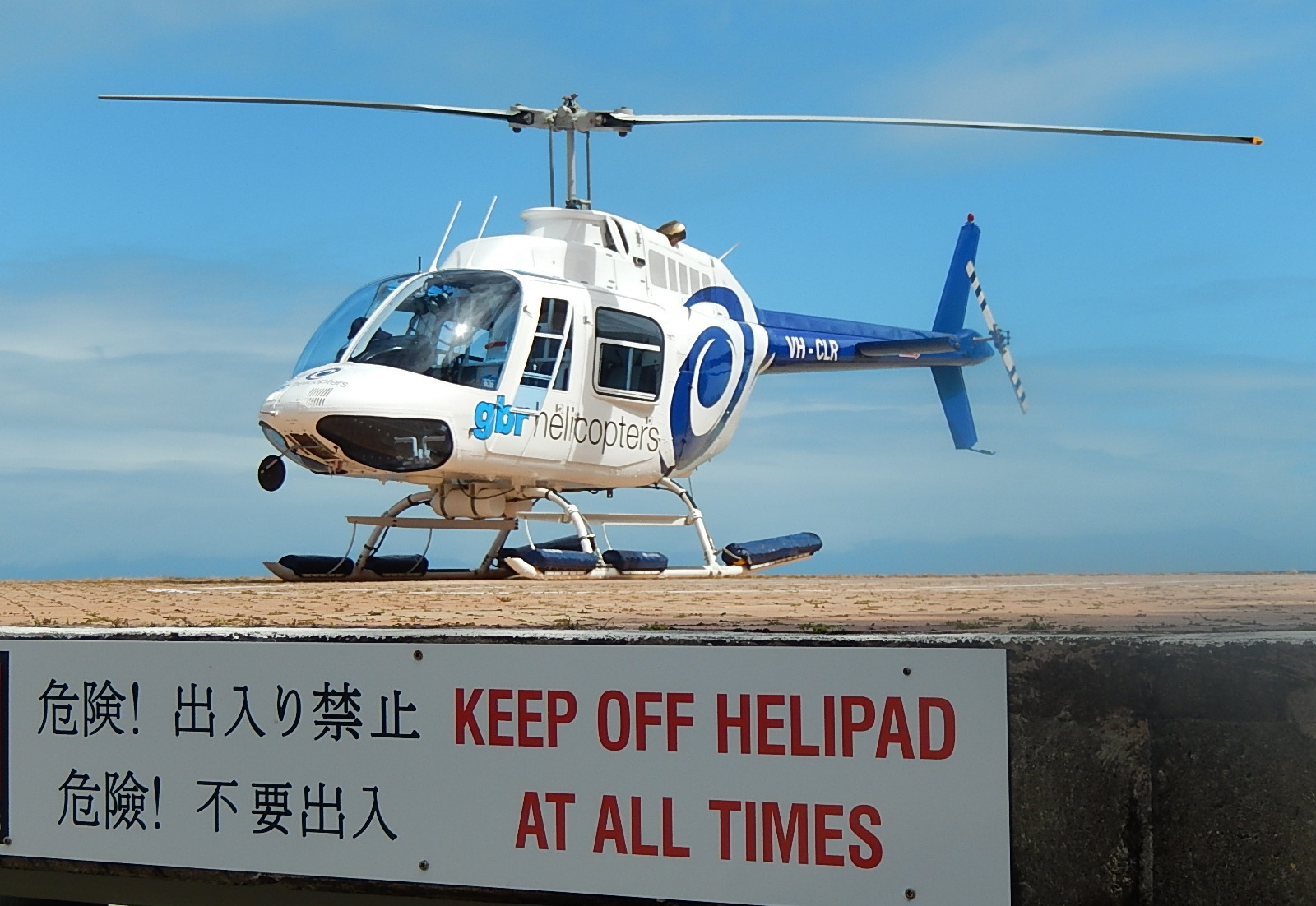
Bell 206 i Kina.

Panha Shabviz 2061 är en helikopter producerad i Iran, och används i Irans flygvapen. Panha Shabviz 2061 är en modifierad, olicensierad kopia av den amerikanska helikoptern Bell 206.